# Григоровщина (Витебская область)
Григоро́вщина (бел. Грыгаро́ўшчына) — деревня, расположенная на территории Верхнедвинского района Витебской области Республики Беларусь
.
Пункт пропуска на белорусско-латвийской границе. С латвийской стороны ему соответствует пункт пропуска «Патарниеки» (Краславский край). Является одним из двух международных автомобильных пунктов пропуска на границе Беларуси с Латвией. В деревне находится республиканский пункт таможенного оформления «Бигосово-1» (работает 24 часа).
Пропускная способность — до 680 транспортных средств в сутки в обоих направлениях. Протяжённость пограничного перехода от шлагбаума пограничного комитета Республики Беларусь на въезде в пункт пропуска до шлагбаума на выезде из пункта пропуска со стороны Латвии составляет 500 метров. Здесь белорусская автодорога Р20 переходит в латвийскую автодорогу A6.
Протяженность маршрута через пункт пропуска «Григоровщина/Патарниеки» составляет из Минска до Риги 599 км; из Таллина до Минска 860 км; из Одессы до Риги — 1558 км.
Ближайший пункт пропуска на белорусско-латвийской границе — международный пункт пропуска Урбаны в Браславском районе (в 114 км).